# Nico Hendrickx
Nico Hendrickx, född 16 februari 1976, är en belgisk bågskytt. Han deltog vid olympiska sommarspelen 2000.